# Leucania remota
Leucania remota är en fjärilsart som beskrevs av Otto Staudinger 1899. Leucania remota ingår i släktet Leucania och familjen nattflyn. Inga underarter finns listade i Catalogue of Life.